# Флаг за пренос
Флагът за пренос (на английски: Carry flag), съкратено „CF“ е самостоятелен бит, използван най-често в аритметичните електронни схеми. Този флаг е един от най-използваните сигнали в микропроцесорната схемотехника. Флагът се използва при пренос и при изваждане.
Пример: Когато се подаде числото 255, флагът за пренос се задеийства.
1. ↑  stackoverflow.com
2. ↑  slideplayer.com